# Le Veilleur du jour
Le Veilleur du jour est un roman de Jacques Abeille paru en 1986. C'est le deuxième roman du Cycle des contrées.

## Histoire éditoriale
Le Veilleur du jour a paru chez Flammarion en 1986. Il a ensuite été réédité chez Ginkgo éditeur/Deleatur en 2007.

## Résumé
Barthélemy Lécriveur, homme sans mémoire et sans passé, descend des Hautes Brandes, la zone frontalière avec les Jardins statuaires, vers Terrèbre, port principal et capitale de l’Empire. En route, il rencontre un bateleur, une veille femme accueillante, une enfant compatissante. À Terrèbre, il cherche à s’embarquer vers les îles, en vain. Le patron de l’auberge où il loge le met en contact avec une mystérieuse association d’archéologues à la recherche d’un gardien de jour pour leur entrepôt. Convaincu que ce lieu est le centre d’activités suspectes, mais conquis par l’endroit, Barthélemy accepte le poste.
Lonvois, le tout-puissant chancelier de l’Empire, le professeur Destrefonds, Madame Célimène, la puissante Guilde des Hôteliers s’agitent en toile de fond du roman, chacun détenant une part de l’énigme dont le lecteur est seul à pouvoir reconstituer la totalité. Un antiquaire (personnage emblématique du roman) met Barthélemy sur la piste d’une race d’étranges bâtisseurs qui auraient, à une époque fort reculée, construit cet édifice, à la fois temple, tombeau et lieu ultime de leur existence. La rencontre de Barthélémy avec Coralie, la jeune fille borgne, puis leur amour, fait basculer l’Empire de Terrèbre lui-même vers l’effondrement.
Parmi les personnages secondaires, Molavoine, l’intègre fonctionnaire de police, à la fois le révélateur d’un monde qui s’effrite et le complice bienveillant des deux amants ; et Zoé, la servante de l’auberge, amoureuse mais libre, dont le fils, vingt ans après, part sur les traces de Barthélemy, son père.